# Ariha (nahija)
Nahija Ariha (ar. ناحية مركز أريحا) je nahija u okrugu Ariha, u sirijskoj pokrajini Idlib. Po popisu iz 2004. (prije rata), nahija je imala 83.487 stanovnika. Administrativno sjedište je u naselju Ariha.